# پرسپولیس ۲٫۰
پرسپولیس ۲٫۰ داستان مصور و برخط است که در سال ۲۰۰۹ توسط سینا و پیمان، هنرمندان ایرانی‌تبار خلق شد. درون‌مایهٔ اصلی آن انتخاب مجدد محمود احمدی‌نژاد به ریاست‌جمهوری ایران و حوادثی‌است که به دنبال آن روی داد. رمان از گرافیک‌هایی که پیشتر توسط مرجان ساتراپی منتشر شده بود، سود می‌برد و ۱۰ صفحه‌است.
پدیدآورندگان پرسپولیس ۲٫۰ که از اسم مستعار استفاده می‌کنند در مصاحبه‌ای با خبرگزاری فرانسه گفتند: «تصاویر مرجان وقایعی را از سی سال پیش به تصویر می‌کشند با این وجود به خوبی وقایع پس از انتخابات را منعکس می‌کنند.» پدیدآورندگان این اثر در شانگهای چین زندگی می‌کنند و تنها از نام‌های مستعار «سینا» و «پیمان» استفاده می‌کنند.

## واکنش‌ها
در یک ایمیل، سینا گفت که از ۱۲۹ کشور جهان از وبگاه این اثر بازدید کرده‌اند و پذیرش آن از جانب بینندگان «فوق‌العاده» بوده‌است. سینا گفت که ایمیل‌های فراوانی از طرف مردمی که خواستار حمایت از ایرانیان بوده‌اند دریافت کرده‌است.

## وبگاه رسمی
- Spread Persepolis - وبگاه اصلی از دسترس خارج است.
- بایگانی برخط از کمیک
- پیوند جایگزین برای پی‌دی‌اف اصلی
- Doctorow, Cory. "Persepolis 2.0: fan-art story about Iran elections." BoingBoing. Sunday 28 June 2009.